# Antoni Ristol i Vilageliu
Antoni Ristol i Vilageliu (Tona, Osona 1812? - Vilafranca del Penedès, L'Alt Penedès, 5 de maig de 1862) va ser un advocat, jutge i polític català.
Era descendent de la família Ristol del carrer Major nº 52, més tard coneguda com a Ca l'Adroguer, casa on va fer nit en més d'una ocasió el seu amic Jaume Balmes. Els Ristol van regentar més tard l'Hotel Ristol, al peu del camí ral de Barcelona a Puigcerdà, on es van allotjar entre d'altres Joan Maragall, l'estiu de 1909. Cal recordar que Tona va ser durant molts anys lloc d'estiueig de la burgesia catalana degut a l'efervescència del món dels balnearis a partir de 1876 i fins entrat el segle xxi.

## Biografia
Estudià Lleis a la Universitat de Cervera (1828-1834), on va coincidir amb Jaume Balmes, el qual ja coneixia del seu pas previ pel seminari de Vic. Durant l'any 1835 va ser professor substitut de Lleis en aquesta Universitat. Al final d'aquella dècada Antoni Ristol residia a Madrid, ja que Jaume Balmes li escriu el 27 d'agost de 1840 en relació al seu pas per Tona, acompanyat de Josep Ferrer i Subirana i Marià Noguera.
Durant la seva estada a Madrid entre 1840 i 1841 Antoni Ristol realitza algunes trobades i visites, que li encarrega Jaume Balmes, a personatges tant importants com a Francisco Martínez de la Rosa, Fèlix Torres i Amat, Manuel de la Pezuela y Ceballos (Marqués de Viluma) o Pedro José Pidal y Carniado, per entregar-los el seu últim treball "Observaciones sociales, políticas y económicas sobre los bienes del clero". El 1842, ja de nou a Barcelona Antoni Ristol ajuda financerament a Jaume Balmes en la publicació de la traducció francesa de "El protestantismo comparado con el catolicismo".
La nit del 20 al 21 de juliol de 1843 durant la revolta de la Jamància Antoni Ristol és detingut per moderat i traslladat a la torre de sant Joan de la Ciutadella de Barcelona. Sembla que va recuperar la llibertat en poc temps i que va prosseguir amb les seva carrera, apareixent com a promotor fiscal del districte del Pi de Barcelona des de 1846 i fins al 1854.
A partir de 1856 Antoni Ristol serà jutge de primera instància en el districte de Manresa, càrrec que desenvoluparà fins al 1859. Des de 1860 serà el jutge de primera instància de Vilafranca del Penedès. El 2 de gener de 1861 va ser el responsable de presidir el nomenament del nou jutjat de primera instància de Vilanova i la Geltrú, on es va fer una cerimònia amb tota la pompa per commemorar aquesta efemèride. Durant els primers dies del mes de maig de 1862 va ser traslladat al jutjat de primera instància dels afores de Barcelona, malgrat no va assumir el càrrec al finà el 5 de maig quan encara exercia les funcions de jutge a Vilafranca del Penedès